# Breathlessly
„Breathlessly” (srp. Bez daha) je pesma malteške pevačice Klaudije Fanijelo. Predstavljaće Maltu na izboru za Pesmu Evrovizije 2017.

## Spoljašnje veze
- Snimak sa nacionalnog finala na Jutjubu